# Медівник малий
Медівни́к малий (Philemon meyeri) — вид горобцеподібних птахів родини медолюбових (Meliphagidae). Ендемік Нової Гвінеї. Вид названий на честь німецького орнітолога Адольфа Бернхарда Меєра.

## Поширення і екологія
Малі медівники живуть у вологих рівнинних тропічних лісах і на болотах.